# Natrit
Natrit je natrijev karbonatni mineral s kemijsko formulo Na2CO3. 
Na zraku veže vodo in se na površini hitro pretvori v termonatrit (Na2CO3•H2O. Mineral je  natrijev analog zabujelita (Li2CO3).
Mineral so prvič odkrili leta 1982 na njegovi tipski lokaciji v Lovozerski tundri na polotoku Kola, Murmanska oblast, severna Rusija. Ime natrit mu je dal Aleksander Petrovič Homjakov in  se nanaša na njegovo kemijsko sestavo.

## Sklica
1. ↑  Natrite. Mindat.org. Pridobljeno 26. februarja 2015.
2. ↑  Natrite Mineral Data. Webmineral.com. Pridobljeno 26. februarja 2015.